# Paviken (See)
Der flache See Paviken ist das letzte sichtbare Zeugnis eines eisenzeitlichen Handelsplatzes an der Westküste der schwedischen Insel Gotland, der zwischen 800 und 1050 n. Chr. von den Wikingern genutzt wurde. Bis ins 10. Jahrhundert war Paviken ein Hafen in einer Meeresbucht, deren Zugang an der schmalsten Stelle etwa 100 m breit war. Durch die Landhebung von etwa 2,5 m in den letzten 1000 Jahren verlor der Hafen im Mittelalter seine Bedeutung. Am Oststrand Pavikens mündet der heute kanalisierte Fluss Idå, der damals das inzwischen trockengelegte Vikmoor entwässerte.

## Geschichte
Sowohl Visby als auch Paviken und der Nachbarort Västergarn gehören zu den Orten an der gotländischen Küste, die dem frühgeschichtlichen Thingplatz von Roma nahe liegen. Gleichzeitig oder bereits zuvor wurden auf Gotland noch Bandlundeviken, Bogeviken und Fröjel als Handelsplätze genutzt. Die Voraussetzungen für einen frühen Hafen in Paviken gehörten zu den günstigsten auf Gotland.
Die Importwaren zeugen von Kontakten mit dem Baltikum, dem Orient und dem Rheinland sowie mit England, Italien und Nordskandinavien. Der Hafen wurde Ende des 10. Jahrhunderts aufgegeben, der Ort ist niedergebrannt. Die Ergebnisse dieser Grabung waren grundlegend für die Erforschung der frühen Handelsplätze. In den 1980er Jahren fand man die Überreste einer Sperrvorrichtung. Paviken ist heute ein 74 Hektar großes Naturreservat.

## Natur
Der See hat heute eine Fläche von 0,26 km². Zusammen mit seiner Umgebung bildet er ein Naturschutzgebiet und Natura 2000-Gebiet, das von vielen Vögeln aufgesucht wird.